# Thelycera
Thelycera is een geslacht van vlinders van de familie spanners (Geometridae), uit de onderfamilie Geometrinae.

## Soorten
- T. hemithales (Prout, 1912)
- T. sommereri Hausmann, 1994